# フレッド・ムーア
フレッド・ムーア（英語: Fred Moore, 1911年9月7日 - 1952年11月23日）は、アメリカ合衆国のアニメーター。カリフォルニア州ロサンゼルス出身。ウォルト・ディズニー・アニメーション・スタジオに所属していた。
現在のミッキーマウスのキャラクターデザインを手がけたことで知られる。アニメーターとしては、キャラクターに感情や魅力を与えると同時に行動にも説得力を与えるという部分が高く評価され、彼の作品や才能は後世にも影響を与えた。

## 生涯

### 生い立ち
貧しい家庭に育つが、将来の見通しはいつも晴れやかだと言われていたという。学生時代は、地元の雑誌によく絵を投稿したとされる。

### キャリア
1930年、ウォルト・ディズニー・アニメーション・スタジオへ入社。入社は全くの偶然だったといい、重度の歯痛を患った友人の代わりに面接に出席したところ採用され、中割りグループへ配置されたという。
それまでのムーアは、シュイナード美術学校で清掃員のアルバイトの対価として数回の夜間授業を受けただけで、アニメーションに関する正式な教育や訓練を受けたことはほぼ無かった。にもかかわらず、天性の才能と絵の計り知れない魅力からすぐに頭角を現し、入社から2年ほどでスタジオ内で重要なアニメーターとしての地位を確立した。
1933年、『三匹の子ぶた』で主任アニメーターを務める。これをウォルト・ディズニーが高く評価し絶大な信頼を寄せたことで、以降は多くの作品でアニメーション監督を務め、重要な役割を任された。『白雪姫』では、ウォルトの指名で七人の小人のアニメーション監督を務めている。
キャリア初期から参加していたミッキーマウス作品では、1938年の『ミッキーの巨人退治』でアニメーション監督となる。以降、アニメーターからは「ミッキーの常駐専門家」と呼ばれ、自身が描かなかった作品も監修を務めた。1939年、翌年公開の長編『ファンタジア』のためにミッキーのキャラクターデザインを一新したことは彼の最も有名な功績となり、瞳に白目を加え、頭部が大きく洋ナシのような体型となったムーアによるミッキーのデザインは、今日に至るまで公式の基本的なキャラクターデザインとして採用されている。
若々しく元気な性格で、好奇心旺盛な野心家として知られた。スタジオの従業員数人が立ち話していた際、軽快なファッションでキャンパス内を歩くムーアを見た一人が「ミッキーマウスが来た！」と言ったという逸話がある。酒好きな面が問題視されることもある一方、人望は厚かったという。
同じアニメーターのウォード・キンボールとウォルト・ケリーとは親友だった。二人と比べたムーアは物静かで控えめな性格だったという。三人は作品内で互いを風刺したギャグを描くことがあったほか、キンボールは泥酔し仕事を放棄したムーアの代わりに原画を担当したことがあったという。
ムーアはしばしば、無邪気で優雅ながらも非常に性的な女性の絵を落書きしていた。これらはスタジオで「フレディ・ムーア・ガールズ (英語: Freddie Moore Girls)」と呼ばれ知られるようになり、そのデザインのいくつかは、『ファンタジア』に登場するケンタウロスなど複数の作品に採用されたほか、『リトル・マーメイド』のアリエルのデザインなど後世にも影響を与えている。
1946年、アルコール依存症が原因でディズニー・スタジオから解雇されるが、2年後にはウォルトがチャンスを与えたことで復帰。なお、解雇期間は生活のため、ディズニー出身だったウォルター・ランツのプロダクションに入り、ウッディー・ウッドペッカーとアンディ・パンダのキャラクターを再デザインするなどしていた。

### 突然の死・没後
1952年11月22日、アメリカンフットボール観戦後の帰宅中に交通事故のため負傷。翌日、ディズニー・スタジオの通り向かいにあるセント・ジョゼフ病院で脳震盪による脳出血により死去した。
早世により、没後しばらくは同時期のアニメーターと比べ功績や評価が纏められる機会が少なく謎に包まれた存在だったが、彼の元アシスタントであるフランク・トーマスとオリー・ジョンストンが著書に取り上げたりインターネットが普及したことから再評価され、名声が確立したという。
1995年、ディズニー・レジェンドに認定された。

## 参加作品
※特筆の無い限り、すべて劇場用アニメーション（短編・長編含む）。
| 初公開年        | タイトル                                                    | クレジット               | 役職・担当キャラクター 備考                                                   |
| --------------- | ----------------------------------------------------------- | ------------------------ | ----------------------------------------------------------------------------- |
| 1932年          | クマとハチ The Bears and the Bees                           | なし                     | 原画                                                                          |
| 1932年          | 花と木 Flowers and Trees                                    | なし                     | 原画                                                                          |
| 1932年          | ワンちゃん放浪記 Just Dogs                                  | なし                     | 原画                                                                          |
| 1932年          | 海の王ネプチューン King Neptune                             | なし                     | 原画                                                                          |
| 1932年          | 昆虫救助隊 Bugs in Love                                     | なし                     | 原画                                                                          |
| 1932年          | 魔法使いの森 Babes in the Woods                             | なし                     | 原画                                                                          |
| 1932年          | サンタのオモチャ工房 Santa's Workshop                       | なし                     | 原画                                                                          |
| 1932年          | ミッキーの街の哀話 Mickey's Good Deed                       | なし                     | 原画                                                                          |
| 1933年          | ミッキーのお化け屋敷 The Mad Doctor                         | なし                     | 原画                                                                          |
| 1933年          | ミッキーの脱線芝居 Mickey's Mellerdrammer                   | なし                     | 原画                                                                          |
| 1933年          | ミッキーの騎士道 Ye Olden Days                              | なし                     | 原画                                                                          |
| 1933年          | 三匹の子ぶた Three Little Pigs                              | なし                     | 原画                                                                          |
| 1933年          | ミッキーの名優オンパレード Mickey's Gala Premiere           | なし                     | 原画                                                                          |
| 1933年          | ミッキーの日曜日 Puppy Love                                 | なし                     | 原画                                                                          |
| 1933年          | ミッキーの巨人征服 Giantland                                | なし                     | 原画                                                                          |
| 1934年          | 赤ずきんちゃん The Big Bad Wolf                             | なし                     | 原画                                                                          |
| 1934年          | ミッキーの道路工事 Mickey's Steamroller                     | なし                     | 原画                                                                          |
| 1934年          | 空飛ぶネズミ The Flying Mouse                               | なし                     | 原画                                                                          |
| 1934年          | パパになったミッキー Mickey Plays Papa                      | なし                     | 原画                                                                          |
| 1934年          | ミッキーの二挺拳銃 Two Gun Mickey                           | なし                     | 原画                                                                          |
| 1935年          | 黄金の王様 The Golden Touch                                 | なし                     | 原画                                                                          |
| 1935年          | ミッキーとカンガルー Mickey's Kangaroo                      | なし                     | 原画                                                                          |
| 1935年          | プルートの化け猫裁判 Pluto's Judgment Day                   | なし                     | 原画                                                                          |
| 1935年          | ミッキーのアイス・スケート On Ice                           | なし                     | 原画                                                                          |
| 1935年          | 三匹の親なし子ねこ Three Orphan Kittens                     | なし                     | 原画                                                                          |
| 1936年          | オオカミは笑う Three Little Wolves                          | なし                     | 原画                                                                          |
| 1937年          | 小さなインディアン ハイアワサ Little Hiawatha               | なし                     | 原画                                                                          |
| 1937年          | 白雪姫 Snow White and the Seven Dwarfs                      | アニメーション監修       | 七人の小人担当                                                                |
| 1938年          | ミッキーの巨人退治 Brave Little Tailor                      | なし                     | 原画                                                                          |
| 1939年          | ミッキーの愛犬 Society Dog Show                             | なし                     | 原画                                                                          |
| 1939年          | ミニーのクッキーパーティー Mickey's Surprise Party          | なし                     | キャラクターデザイン                                                          |
| 1939年          | 働き子ぶた The Practical Pig                                | なし                     | 原画                                                                          |
| 1939年          | ミッキーの猟は楽し The Pointer                              | なし                     | 作画監督                                                                      |
| 1940年          | ピノキオ Pinocchio                                          | 作画監督                 | ランプウィック担当                                                            |
| 1940年          | ファンタジア Fantasia                                       | アニメーション監修       | 『魔法使いの弟子』『田園交響曲』を担当                                        |
| 1941年          | リラクタント・ドラゴン The Reluctant Dragon                 | アニメーター             |                                                                               |
| 1941年          | ミッキーのつむじ風 The Little Whirlwind                     | なし                     | 原画 キャラクターデザイン                                                     |
| 1941年          | グーフィーのトランク騒動 Baggage Buster                     | なし                     | 原画                                                                          |
| 1941年          | ミッキーの青春手帳 The Nifty Nineties                       | なし                     | 作画監督 アニメ化した自身がカメオ出演。                                       |
| 1942年          | ダンボ Dumbo                                                | 作画監督                 | ティモシー担当                                                                |
| 1942年          | The Thrifty Pig                                             | なし                     | 原画 プロパガンダ映画                                                         |
| 1942年          | Stop That Tank!                                             | なし                     | 原画 プロパガンダ映画                                                         |
| 1943年          | 理性と感情 Reason and Emotion                               | なし                     | 原画 プロパガンダ映画                                                         |
| 1943年          | ラテン・アメリカの旅 Saludos Amigos                         | アニメーター             |                                                                               |
| 1944年          | A Hatful of Dreams                                          | キャラクターデザイン     | 人形劇                                                                        |
| 1944年          | グーフィーのアメリカンフットボール教室 How to Play Football | なし                     | 原画                                                                          |
| 1944年          | 迷彩 Camouflage                                             | なし                     | 原画 プロパガンダ映画                                                         |
| 1944年          | 三人の騎士 The Three Caballeros                             | 作画監督                 |                                                                               |
| 1945年          | ドナルドの恐怖の一夜 Duck Pimples                           | なし                     | 原画                                                                          |
| 1946年          | Together in the Weather                                     | キャラクターデザイン     | 人形劇                                                                        |
| 1946年          | メイク・マイン・ミュージック Make Mine Music                | 作画監督                 | 『みんなでジャズを！』などを担当 シャワーを浴びる女の子などは自身が手がけた。 |
| 1946年          | 月経の物語 The Story of Menstruation                        | なし                     | 原画                                                                          |
| 1947年          | ファン・アンド・ファンシーフリー Fun And Fancy Free         | 作画監督                 |                                                                               |
| 1947年          | 卵と私 The Egg and I                                        | なし                     | 実写作品 オープニング映像を担当                                               |
| 1948年          | ペッカーのシルクハット The Mad Hatter                       | アニメーション           | ウッドペッカー担当                                                            |
| 1948年          | 赤ちゃんペッカー Wacky-Bye Baby                             | なし                     | ウッドペッカー担当                                                            |
| 1948年          | Make Mine Freedom                                           | なし                     |                                                                               |
| 1948年          | Playful Pelican                                             | アニメーション           | アンディ・パンダ担当                                                          |
| 1948年          | Pixie Picnic                                                | アニメーション           |                                                                               |
| 1948年          | Dog Tax Dodgers                                             | なし                     | 原画                                                                          |
| 1948年          | 危険な保険 Wet Blanket Policy                               | なし                     | ウッドペッカー担当                                                            |
| 1948年          | 保安官ペッカー Wild and Woody!                              | アニメーション           | ウッドペッカー担当                                                            |
| 1949年          | Scrappy Birthday                                            | アニメーション           |                                                                               |
| 1949年          | イカボードとトード氏 The Adventures of Ichabod and Mr. Toad | キャラクターアニメーター | カトリーナ担当                                                                |
| 1950年          | シンデレラ Cinderella                                       | キャラクターアニメーター | ネズミたち担当                                                                |
| 1950年          | 勇敢な機関士 The Brave Engineer                             | アニメーター             |                                                                               |
| 1951年          | プルートのユートピア Plutopia                               | アニメーター             |                                                                               |
| 1951年          | ふしぎの国のアリス Alice in Wonderland                      | キャラクターアニメーター | 白ウサギ担当                                                                  |
| 1951年          | ミッキーの"あらいぐまを探せ" R'coon Dawg                    | アニメーター             |                                                                               |
| 1951年          | グーフィーのお父さん Fathers Are People                     | アニメーター             |                                                                               |
| 1952年          | プルートの誕生日 Pluto's Party                              | アニメーター             |                                                                               |
| 1952年          | プルートのクリスマス・ツリー Pluto's Christmas Tree         | アニメーター             |                                                                               |
| 1953年          | ピーター・パン Peter Pan                                    | キャラクターアニメーター | 人魚とロストボーイズ担当                                                      |
| 1953年          | ミッキーの魚釣り The Simple Things                          | アニメーター             |                                                                               |
| 1953年          | フットボール Football Now and Then                          | アニメーター             |                                                                               |
| 1954年          | ケイシーの野球チーム Casey Bats Again                       | アニメーター             |                                                                               |
| 1957年 ～1979年 | ディズニーランド Disneyland                                 | アニメーター             | テレビ番組・6エピソード分担当                                                 |
| 2000年          | ファンタジア2000 Fantasia 2000                              | アニメーション監修       | 『魔法使いの弟子』担当 生前の功績に敬意を表しクレジットされた。               |

## 受賞歴
- ウィンザー・マッケイ賞（1983年）
- ディズニー・レジェンド（1995年）